# Cantone di Saint-Herblain-Ovest-Indre
Il Cantone di Saint-Herblain-Ovest-Indre era una divisione amministrativa dell'arrondissement di Nantes.
È stato soppresso a seguito della riforma complessiva dei cantoni del 2014, che è entrata in vigore con le elezioni dipartimentali del 2015.
Comprendeva parte del comune di Saint-Herblain e il comune di Indre.